# 名探偵コナン 100万ドルの五稜星
『名探偵コナン 100万ドルの五稜星』（めいたんていコナン ひゃくまんドルのみちしるべ）は2024年4月12日に公開のアニメ映画で、劇場版『名探偵コナン』シリーズの27作目にあたる。
キャッチコピーは「こういう謎解（かけひ）きは、得意だろ…？」「ついに明かされる、“キッドの真実”──」。

## 概要
前作『黒鉄の魚影』の次回作予告にて、怪盗キッドと服部平次がキーパーソンとなることが明かされた。
2023年9月30日に、劇場版『名探偵コナン』第27作の公開が、YouTubeの東宝MOVIEチャンネルに投稿された特報によって発表された。『黒鉄の魚影』の終映企画「ブラッククロージング」が始まった9月以降のエンディング後の予告映像は、この特報映像に変更された。
11月29日に『週刊少年サンデー』2024年1号にて、2024年4月12日公開であることが発表された。同日にはタイトルと青山剛昌によるビジュアルも解禁され、監督が永岡智佳、脚本が大倉崇裕、音楽が菅野祐悟であることが公表された。ビジュアルには、江戸川コナン、キッド、平次、遠山和葉、大岡紅葉、伊織無我、沖田総司らのキーパーソンと、本作の舞台である北海道函館市の五稜郭が描かれた。
2024年4月30日に、劇場版シリーズの累計観客動員数が1億人の大台に達したことが発表された。邦画シリーズの観客動員数1億人突破は、『ドラえもん』『ゴジラ』シリーズに続く記録となるが、27作目での突破は史上最速記録となる。
5月4日に、公開から22日間で興行収入100億円を突破したことが発表され、前作の記録を2日更新した。
本作は、怪盗キッドが第23作『紺青の拳』以来4作ぶりに、平次が第21作『から紅の恋歌』以来6作ぶりに登場。キッドと平次が同時に登場するのは第14作『天空の難破船』以来13作ぶりとなる。コナンの両親である工藤優作と工藤有希子は第6作『ベイカー街の亡霊』以来21作ぶりの登場だが、その時の有希子本人はオープニング映像のみの登場だったため、声付きでの登場は本作が初となる。鈴木園子の両親である鈴木史郎と鈴木朋子が第24作『緋色の弾丸』以来3年ぶりの登場だが、今作ではセリフはない。『紺青の拳』以来、警視庁捜査一課の面々が一切登場しておらず、代わりに警視庁捜査二課知能犯捜査係と北海道警が登場する。
過去に青山の他作品から『コナン』に登場したキャラ達が本作には多数登場しており、『YAIBA』の沖田総司と鬼丸猛、『まじっく快斗』の中森青子が劇場版『名探偵コナン』初登場を果たした。なお、青子のキャストは『vs. 怪盗キッド』とは違い『まじっく快斗1412』で起用されていたM・A・Oが担当している。
第10作『探偵たちの鎮魂歌』のオープニングで紹介された、新一の正体を知るキャラクター（博士、哀、キッド、平次、優作、有希子）が全員揃っての登場は本作が初となる。
『名探偵コナン』『まじっく快斗』双方の原作に先駆けてキッドに関する真実が明かされると明言されており、公開前のネタバレ防止のために本作では試写会が行われないという異例の事態が発生した。
本作にはキッド・新一役の山口勝平の実子である山口竜之介・山口茜がサブキャラクター役で出演しており、親子共演作となっている。
エンドロールでは、テレビシリーズ放送開始より音響効果を務めた横山正和（2020年3月逝去）と、実父の仕事を引き継いだものの若くして亡くなった横山亜紀（2023年12月逝去）の親子が追悼されている。
エピローグ後の次回作予告では、「疾きこと風の如く、私が風を吹かせてご覧いれましょう」という諸伏高明のセリフと、毛利小五郎のクシャミと、「風邪引いてんじゃねぇよ」という大和敢助のセリフが流れ、第28弾が2025年GWに公開予定と告知された。12月4日発売の『週刊少年サンデー』2025年1号にて、次回作が『隻眼の残像』であることが明らかになった。

## ストーリー
斧江財閥の現当主・斧江拓三の元に、財閥が所有する土方歳三所縁の脇差二振りを盗む、という怪盗キッドからの予告状が届く。キッドを追う中森警部は、ビッグジュエルを専門に狙うはずのキッドがなぜ刀を狙うのか疑念を抱く。
同じ頃、函館で剣道の大会が開催されており、服部平次と沖田総司は大会出場のため、コナンや和葉達は平次の応援のため函館を訪れていた。その剣道大会の会場で、和葉は居合のパフォーマンスを披露した大学生の福城聖と知り合う。平次は大会の傍ら、和葉への告白を成功させるため、函館近辺の絶景ポイントを探して回っていた。一方、和葉の恋敵である大岡紅葉も、剣道大会に参加する平次を応援するためヘリで北海道を訪れ、和葉への告白を妨害しようと目論む。
犯行予告の当日、平次はキッドの変装を見破り、屋上に逃げたキッドを追い詰める。平次はキッドが盗んだ刀の一振りを奪還し一戦交えるが、キッドの素面が工藤新一と瓜二つであることに驚き、キッドの逃走を許してしまう。
それから程なくして、函館倉庫街で胸に十文字の傷が付けられた男の他殺体が発見される。遺体の身元は斧江財閥の顧問弁護士の久垣澄人で、所持していた刀を持ち去られていた。北海道警の川添善久刑事によれば、盗まれた刀は斧江財閥の初代当主・斧江圭三郎が函館に隠した宝の手掛かりであり、その宝は幕末当時の戦況を一変させるほどの兵器だったという。警察の捜査の結果、ブライアン・D・カドクラという男が容疑者として浮上する。カドクラは、久垣が持っていた斧江家の宝の手掛かりとなる二振りの刀を所有していたが、キッドに盗み出されてしまった。
刀を手に入れたキッドだが、突如、黒い狐の面を付けた謎の剣士に襲撃される。そこにキッドを追って来たコナンと平次が到着し、2人の協力でなんとか撃退に成功する。キッドは助けてくれた礼として、刀と斧江家の宝の詳細を明かす。キッドによると、刀鍛冶の東窪榮龍（ひがしくぼ えいたつ）が打った六振りの刀がその手がかりであり、残る二振りは、福城聖の父である福城良衛という人物が持っているという。キッドは盗んだ刀をコナンと平次に託して謎解きを任せ、2人は福城邸に向かう。
コナン達は東窪榮龍の刀に込められた謎を解き明かし北海道東照宮へ向かうが、神社に隠されていた木箱を巡ってキッド・斧江拓三・カドクラとの四つ巴の争いが勃発。激しいチェイスの末、警察を騙した斧江拓三と、久垣殺害の犯人と目された聖が逮捕される。するとそこに北海道東照宮の巫女・吉永神子が現れ、箱の中身は星形の鍔が付いた刀「星稜刀（せいりょうとう）」であること、その刀が数年前に盗み出されたこと、ある夜に五稜郭が一度燃えたことを明かす。さらにコナン達は、久垣がホテルに預けていた写真から、圭三郎が星稜刀を手に気球から何かを観測していたことを知る。
コナンと平次は福城家を再び訪ねるが、良衛はカドクラに拉致された後だった。中森警部は拓三を連れてカドクラの隠れ家に乗り込もうとするが、拓三の命を狙うカドクラの狙撃に巻き込まれて重傷を負い、拓三も何かを言い残して意識を失う。さらにカドクラは町中に爆弾を仕掛け、24時間以内に宝を持ってくるよう要求する。その頃、無実を証明した聖が警察から脱走し、五稜郭へ向かっていた。
全ての謎を解き明かしたコナンと平次は五稜郭に向かい、北海道にやってきた少年探偵団に指示して宝のありかが函館山であることをカドクラに示す。初めから爆破をやめるつもりはなかったカドクラは良衛を乗せて車で逃走し、コナンは沖田・鬼丸が彼の手下たちを一網打尽にしている隙にカドクラを追う。平次は、宝を破壊しようとする聖を食い止めるべく、離陸する聖のセスナにしがみつく。
車を止めたコナンはカドクラに斬り殺されそうになるが、良衛の技を受けてカドクラは倒れる。コナンは久垣殺害事件の犯人である良衛と、平次はセスナの上で聖と対峙し、福城家の計画を阻止する。真相が明かされた直後、カドクラが立ち上がるが、駆け付けた川添に銃撃され、完全に制圧された。
コナン、良衛、キッドの3人は、宝と対面を果たす。斧江圭三郎が隠した宝の正体は、戦時中に使用されていた暗号機で、技術の発達した現代ではとても宝と呼べるような代物ではなかった。一方、平次は「100万ドルの夜景」と言われる函館山からの夜景を背に和葉に告白するが、紅葉と伊織が誤って落としたスタングレネードの爆発のために平次の言葉は和葉に聞こえていなかった。
東京の工藤邸では、優作が有希子に双子の兄のことを話す。そして遠く離れた北海道で、捜査に関わっていた川添の正体が優作の兄・黒羽盗一であることが判明して物語は幕を閉じる。

## 登場人物

### レギュラーキャラクター

#### メインキャラクター
本作の物語の中心となる登場人物。青山が描いたビジュアルの人物は以下の7名である。
江戸川 コナン（えどがわ こなん）
声 - 高山みなみ
本作の主人公。本来の姿は「東の高校生探偵」として名を馳せている工藤新一であるが、黒ずくめの組織に飲まされた毒薬・APTX4869の副作用で子供の姿になっている。
怪盗キッド（かいとうきっど）/ 黒羽 快斗（くろば かいと）
声 - 山口勝平
『まじっく快斗』の主人公で、本作のキーパーソン。サイズの大きな宝石「ビッグジュエル」を専門に狙う神出鬼没の大怪盗。世間では「月下の奇術師」「平成のアルセーヌ・ルパン」と称されている。コナンのライバルで、その正体を工藤新一と知る数少ない人物の1人。本作では、「ビッグジュエル」ではなく土方歳三にまつわる日本刀を狙う。コナンの劇場版での出演は本作品で8度目となる。
本作では、運転手、沖田、小五郎、西村警部、警官に変装し、宝の行方を追う。エピローグでは、瓜二つの容姿を持つ新一との関係が明らかになる。
服部 平次（はっとり へいじ）
声 - 堀川りょう
本作のキーパーソン。改方学園高校2年生。「西の高校生探偵」として有名で、工藤新一とは「東の工藤・西の服部」と並び称されるライバルにして親友同士である。コナンの正体を新一と知る数少ない人物の1人。大阪府警の強豪をすべて倒せるほどの剣道の達人でもある。
ロンドンのビッグベンの前で蘭に告白した新一に対抗心を燃やすが、何度も失敗している。また、和葉に変装したキッドにキスしそうになったことがあり、そのことを根に持っている。キッドとは、劇場版第3作『世紀末の魔術師』で初めて対峙したが、本格的な対決は原作の「キッドVS高明 狙われた唇」以来2度目で、劇場版シリーズでは初となる。
遠山 和葉（とおやま かずは）
声 - 宮村優子
本作のヒロイン。平次の幼馴染かつガールフレンド。平次に好意を持っているが、互いに想いを伝えられていない。蘭とも仲が良い。合気道部に所属しており、有段者。
大岡 紅葉（おおおか もみじ）
声 - ゆきのさつき
京都泉心高校2年生で、関西でトップクラスの財力を持つ大岡家の令嬢。「未来のクイーン」と呼ばれるほどの競技かるたの達人でもある。平次を「未来の旦那さん」と呼び、子供の頃に平次と「指切り」をした時の写真を「御守り」として肌身離さず持ち歩いている。恋敵である和葉を「葉っぱちゃん」と呼び、平次が和葉に告白しようとするのを度々妨害する。
伊織 無我（いおり むが）
声 - 小野大輔
大岡家の執事。紅葉と常に行動を共にし、彼女の指示に忠実に従う。
沖田 総司（おきた そうし）
声 - 遊佐浩二
京都泉心高校2年生で、大岡紅葉の同級生。平次の剣道のライバルで、五段突きを得意とする剣道の達人。顔が新一に似ている。新選組一番隊隊長の沖田総司の子孫であり、6代目に当たる。

#### その他の『名探偵コナン』からのキャラクター
毛利 蘭（もうり らん）
声 - 山崎和佳奈
原作・テレビアニメ本編のヒロイン。新一の幼馴染かつ彼女。関東大会で優勝するほどの空手の達人。
毛利 小五郎（もうり こごろう）
声 - 小山力也
「眠りの小五郎」の異名で有名な私立探偵。蘭の父親でコナンの保護者。元警視庁捜査一課強行犯係の刑事。
工藤 新一（くどう しんいち）
声 - 山口勝平
江戸川コナンの本来の姿である高校生探偵。
本作品の出番はオープニングと蘭が新一に告白された際の回想シーンのみ。エピローグでは怪盗キッドとの関係性が明らかになる。
阿笠 博士（あがさ ひろし）
声 - 緒方賢一
新一の家の近所に住む発明家。コナンの正体を新一と知る数少ない人物の1人で、コナンが持つ蝶ネクタイ型変声機や腕時計型麻酔銃などのガジェットの開発者。
コナンの要請により本編後半から少年探偵団を引率して函館にやって来た。今作でも劇場版恒例のクイズを出題する。
灰原 哀（はいばら あい）
声 - 林原めぐみ
元黒づくめの組織の一員かつAPTX4869の開発者。当時のコードネームは「シェリー」で、本名は「宮野 志保」。コナンの正体を新一と知る数少ない人物の1人。
吉田 歩美（よしだ あゆみ）、小嶋 元太（こじま げんた）、円谷 光彦（つぶらや みつひこ）
声 - 岩居由希子（歩美）、高木渉（元太）、大谷育江（光彦）
少年探偵団の3人。
中盤で北海道に到着し、コナンの指示のもと宝のありかを特定する。
鈴木 園子（すずき そのこ）
声 - 松井菜桜子
蘭と新一の幼馴染で親友。鈴木財閥の令嬢。
鈴木財閥が買い付けた斧江財閥の所蔵品目録の点検を担っていたが、本が1冊足りないために函館に行くことが出来ず、ビデオ通話越しにコナン達の捜索に協力する。
鈴木 史郎（すずき しろう）
声 - なし
園子の父親で、鈴木財閥の会長。
鈴木 朋子（すずき ともこ）
声 - なし
園子の母親。
工藤 優作（くどう ゆうさく）
声 - 田中秀幸
新一（コナン）の父親で、世界的に有名な推理小説家。代表作は「闇の男爵(ナイトバロン)」シリーズ。コナンを上回る推理力の持ち主で、その正体を新一と知る数少ない人物の1人。
本作では事件に関わっていないが、黒羽盗一の双子の弟で、幼少期に両親の離婚によって別離していたことが本人より明らかになる。盗一とは20年以上直接会っていないが、今も連絡を取り合い自身の小説の感想を聞かせてもらっている。
工藤 有希子（くどう ゆきこ）
声 - 島本須美
新一（コナン）の母親で、元は数々の賞を受賞した天才女優。かつて黒羽盗一から変装術を教わったことがあり、高度な変装技術を持っている。コナンの正体を新一と知る数少ない人物の1人。
西村 京兵（にしむら きょうへい）
声 - 花田光
北海道警の警部。
原作及びテレビアニメの「上野発北斗星3号」と2004年公開の劇場版第8作『銀翼の奇術師』に登場しており、コナン達とは顔見知り。

#### 他作品からのキャラクター

##### 『まじっく快斗』
中森 銀三（なかもり ぎんぞう）
声 - 石井康嗣
警視庁捜査二課知能犯捜査係の警部。キッド逮捕に執念を燃やしており、初代キッドの頃から長年キッドを追い続けている。
中森 青子（なかもり あおこ）
声 - M・A・O
快斗の幼なじみで、中森銀三の娘。
黒羽 盗一（くろば とういち） / 怪盗コルボー
声 - 池田秀一
快斗の父親で初代怪盗キッド。8年前のマジックショーの最中、事故に見せかけて謎の組織に暗殺されたとされている。
本作で、工藤優作の双子の兄であり、今も存命で優作と連絡を取り合っていることが明らかになる。さらに、『まじっく快斗』に登場した怪盗コルボーの正体であることも明かされた。

##### 『YAIBA』
鬼丸 猛（おにまる たけし）
声 - 津田健次郎
剣に精進した高校生。鬼のように強いと評されている。その風貌はどこか新選組の土方歳三によく似ている。総司の要望でカドクラ一派との戦いに助太刀する。

### オリジナルキャラクター
狐面の剣士
キッドの前に現れた謎の剣士。本作の事件の犯人。黒い狐の面で顔を隠し、赤いボブカットの鬘に紺色の軍服という服装をしている。平次とも互角以上に渡り合う剣術の達人。
川添 善久（かわぞえ よしひさ）
声 - 大泉洋
北海道警捜査一課の刑事で、西村警部の部下。階級は巡査部長。覆面パトカーでバックする際に縁石に乗り上げるなどドジな一面もあるが、函館に関する宝の伝説や宝を狙う容疑者の裏事情には詳しい。
なお、担当声優の大泉洋は、本作の舞台となる北海道出身である。
吉永 神子（よしなが みこ）
声 - 高野麻里佳
土方歳三所縁の刀を所蔵していた北海道東照宮の巫女。星稜刀について詳しい。

#### 福城家
福城 聖（ふくしろ ひじり）
声 - 松岡禎丞
本作のキーパーソン。八幡坂大学医学部の大学生。居合の達人で、居合の大会で何度も優勝している。病気がちの父から次期師範の座を託されている。
剣道大会の会場で特別演武の練習中に和葉に出会い、彼女に好意を抱いてからは積極的にアプローチをかける。和葉に対して、出会ったばかりにも関わらず「和葉ちゃん」とちゃん付けで呼んだ事が原因で服部平次からは良い印象を持たれていない。
担当声優の松岡は本作の舞台となる北海道出身である。また、愛用するスクーターのナンバーは、松岡の誕生日である9月17日を交じった『917』である。
福城 良衛（ふくしろ りょうえ）
声 - 菅生隆之
福城聖の父親。元高校教師で、病気を患ったことで退職し、現在は隠居生活を送っている。代々続く居合の師範の家系だが実力はあまり高くなく、師範の座を聖に託した。斧江拓三の父・忠之とは生前親交があった。
斧江家の宝の手掛かりとなる土方歳三所縁の刀を2本所有している。

#### 斧江財閥
斧江 拓三（おのえ たくぞう）
声 - 中博史
斧江財閥の現当主。キッドに「刀を盗む」との予告状を出された。
父に比べて商才に乏しく、損失を補うため祖父・圭三郎のコレクションを鈴木財閥に売却した。その一方で、圭三郎が密かに残したとされる宝を手に入れようと目論み、顧問弁護士の久垣澄人を使って鍵となる刀を集める。
斧江 圭三郎（おのえ けいざぶろう）
斧江財閥初代当主。函館のどこかに宝を隠したと言われている。
斧江 忠之（おのえ ただゆき）
斧江財閥2代目当主。圭三郎の息子で、拓三の父。足に怪我を負っており、常に杖を持ち歩いていた。本編開始の1年前に病没した。圭三郎の宝の破壊を望んでいたという。
久垣 澄人（ひさがき すみと）
斧江財閥の顧問弁護士。ドバイからの帰国直後に何者かに殺害され、遺体の胸に十文字の傷を刻まれる。

#### カドクラ一派
ブライアン・D・カドクラ
声 - 銀河万丈、ジュリアン・マクファーレン（英語台詞）
慈善事業家の日系アメリカ人。しかしそれは表の顔で、その正体は「死の商人」と呼ばれるアジア一帯で活動する武器商人。「幕末当時の戦況を一変させるほどの兵器」との説もある斧江家の宝を狙い、多数の部下を率いて暗躍する。
久垣殺害事件の容疑者として、警察の捜査線上に浮かび上がる。
ナチョ・ベルガ
声 - 武田幸史
カドクラの部下。スキンヘッドをした肥満体型の男性。キッドに成り替わられていた。
アフロ
声 - 宮本崇弘
カドクラの部下。その名の通りアフロヘアーをした細体型の男性。彼の刀で平次の竹刀を粉砕する。

#### 幕末・明治初期の歴史人物
土方 歳三（ひじかた としぞう）
声 - 津田健次郎
新選組副長。本作では、幕末に星の形の鍔がついた刀・星稜刀を手にしていた。
町田 正徳（まちだ しょうとく）
声 - 金光宣明
海産物の卸問屋。函館の屋敷で土方に星稜刀を献上し、日記にそのことを緻密に記した。
東窪 榮龍（ひがしくぼ えいたつ）
声 - なし
圭三郎の宝に関わる日本刀を作った無名の刀鍛冶。

## 用語
東窪榮龍の刀
無名の刀鍛冶・東窪榮龍が打った六振りの日本刀。6本すべての刀を揃えて斧江家の蔵に眠っていた暗号表と照らし合わせることで、斧江圭三郎が遺した宝のありかが分かるとされる。斧江拓三、カドクラ、福城良衛が2本ずつ所持していたが、斧江家の1本とカドクラの2本はキッドに盗み出され、その後警察の元に全てが揃った。
うち2本には目釘穴がなく、残る4本には満月を意味する丸形のほか、半月と星の形の目釘穴が穿たれている。これは土方歳三の句集「豊玉発句集」の俳句に由来し、星稜刀のありかを示す暗号の鍵となる。星型の目釘穴は五稜郭を示しており、刀の鍔の切れ込みを合わせると、五稜郭の形が浮かび上がる。
星稜刀（せいりょうとう）
北海道東照宮に隠されていた刀。五稜郭完成を記念して作られたもので、町田正徳が土方歳三に献上した。数年前に盗み出されており、犯人は未だ捕まっていない。
鍔は五稜郭を再現した星形になっており、目釘穴の周りにはアーモンド形の模様が入って目のようになっている。この鍔と目釘穴が、斧江圭三郎の宝のありかを突き止めるヒントとなる。
星稜刀を盗んだ人物の正体は黒羽盗一（初代怪盗キッド）で、優作のマカデミー賞受賞祝いとして工藤邸に贈られていた。本作のキーアイテムだが、有希子には孫の手として使われていた。

## スタッフ
| 原作                             | 青山剛昌 |
| 監督・絵コンテ・演出             | 永岡智佳 |
| 脚本                             | 大倉崇裕 |
| 音楽                             | 菅野祐悟 |
| 絵コンテ                         | 寺岡巌、金井次朗、西澤晋、横山和基 |
| 演出                             | 江副仁美、野﨑真代、木村佳嗣、髙木啓明、家村あゆみ、山田晃 |
| 監督補佐                         | 金井次郎 |
| キャラクターデザイン・総作画監督 | 須藤昌朋 |
| 作画監督                         | 清水義治、岩井伸之、野武洋行、高橋成之、寺岡巌、金井次朗、岡田洋奈、佐々木恵子、鬼澤佳代、次橋有紀、迫由里香、真仲樹己 |
| エフェクト作画監督               | 芳山優 |
| 作画監督補佐                     | 大友健一、広中千恵美、とみながまり、鈴木FALCO、長野まりえ、福永智子、本吉晃子、大高美奈、大島美和、斎藤和也、斉藤茉利、新谷憲、山本道隆、秦野好紹、青木香菜、徳永さやか、小坂知、増永麗、古谷田順久、石川晋吾、中山和子、南波天 |
| 色彩設計                         | 西香代子 |
| 色指定・仕上検査                 | 大塚奈津子、舘絵美子、土居真紀子、曽我早紀子、阿彦真凜 |
| 仕上検査補佐                     | 青芽来美、月舘順子、棚辺絵里加、鳥山優美 |
| 特殊効果                         | 西香代子 |
| 刀特殊効果                       | 加口大朗 |
| 美術監修                         | 石垣努、佐藤勝 |
| 美術監督                         | 福島孝喜、柏村明香 |
| 美術設定                         | 寺岡巌 |
| 撮影監督                         | 西山仁 |
| CG監督                           | 高尾駿、福田貴大 |
| 録音監督                         | 浦上靖之、浦上慶子 |
| ミキサー                         | 小沼則義 |
| アシスタントミキサー             | 栗原あいみ |
| 音響効果                         | 石野貴久、佐藤理緒 |
| 編集                             | 岡田輝満 |
| プロデューサー                   | 近藤秀峰、汐口武史、岡田悠平 |
| アニメーション制作               | トムス・エンタテインメント |
| 製作                             | 「名探偵コナン」製作委員会 （小学館、読売テレビ、日本テレビ、小学館集英社プロダクション、東宝、トムス・エンタテインメント） |
| 配給                             | 東宝 |

## 音楽

### 主題歌
「相思相愛」
作詞・作曲・歌 - aiko
本編ラストから使用されるが、冒頭サビ部分の歌詞テロップは行われていない。
また、映画公開年の12月31日には『第75回NHK紅白歌合戦』でも歌唱され、『名探偵コナン』の関連楽曲が『紅白』で歌われるのは、これで6作ぶり3作目となった。

### サウンドトラック

#### 収録曲
| 全作曲: 菅野祐悟（#6、#52は編曲）。 |                                                                                |      |                            |      |
| #                                   | タイトル                                                                       | 作詞 | 作曲・編曲                 | 時間 |
| 1.                                  | 「プロローグ 〜五稜星〜」                                                      |      | 菅野祐悟 （#6、#52は編曲） | 1:35 |
| 2.                                  | 「脇差」                                                                       |      | 菅野祐悟 （#6、#52は編曲） | 1:28 |
| 3.                                  | 「時間のトリック」                                                             |      | 菅野祐悟 （#6、#52は編曲） | 1:06 |
| 4.                                  | 「華麗なるサーカス 〜怪盗キッド登場〜」                                        |      | 菅野祐悟 （#6、#52は編曲） | 1:21 |
| 5.                                  | 「因縁のバトル」                                                               |      | 菅野祐悟 （#6、#52は編曲） | 0:43 |
| 6.                                  | 「名探偵コナンメインテーマ (100万ドルの五稜星ヴァージョン)」                   |      | 菅野祐悟 （#6、#52は編曲） | 1:59 |
| 7.                                  | 「樋鳴りのしらべ」                                                             |      | 菅野祐悟 （#6、#52は編曲） | 0:50 |
| 8.                                  | 「演武」                                                                       |      | 菅野祐悟 （#6、#52は編曲） | 0:21 |
| 9.                                  | 「若葉の芽生え」                                                               |      | 菅野祐悟 （#6、#52は編曲） | 1:07 |
| 10.                                 | 「紅葉と伊織 〜作戦会議〜」                                                    |      | 菅野祐悟 （#6、#52は編曲） | 0:53 |
| 11.                                 | 「物々しい事件現場」                                                           |      | 菅野祐悟 （#6、#52は編曲） | 0:45 |
| 12.                                 | 「ワケアリな傷跡」                                                             |      | 菅野祐悟 （#6、#52は編曲） | 1:31 |
| 13.                                 | 「死の商人」                                                                   |      | 菅野祐悟 （#6、#52は編曲） | 1:36 |
| 14.                                 | 「闇に消えたお宝」                                                             |      | 菅野祐悟 （#6、#52は編曲） | 2:36 |
| 15.                                 | 「狐の仮面」                                                                   |      | 菅野祐悟 （#6、#52は編曲） | 1:51 |
| 16.                                 | 「好奇心の理由」                                                               |      | 菅野祐悟 （#6、#52は編曲） | 2:34 |
| 17.                                 | 「奇遇と思惑」                                                                 |      | 菅野祐悟 （#6、#52は編曲） | 1:14 |
| 18.                                 | 「水と油の出会い」                                                             |      | 菅野祐悟 （#6、#52は編曲） | 0:51 |
| 19.                                 | 「太刀合いの見返り」                                                           |      | 菅野祐悟 （#6、#52は編曲） | 0:56 |
| 20.                                 | 「刀と赤い星」                                                                 |      | 菅野祐悟 （#6、#52は編曲） | 1:25 |
| 21.                                 | 「虚実の証言」                                                                 |      | 菅野祐悟 （#6、#52は編曲） | 1:08 |
| 22.                                 | 「恋のアドバイス」                                                             |      | 菅野祐悟 （#6、#52は編曲） | 1:12 |
| 23.                                 | 「目釘の謎」                                                                   |      | 菅野祐悟 （#6、#52は編曲） | 2:24 |
| 24.                                 | 「月夜の句」                                                                   |      | 菅野祐悟 （#6、#52は編曲） | 0:48 |
| 25.                                 | 「暗号の謎」                                                                   |      | 菅野祐悟 （#6、#52は編曲） | 2:04 |
| 26.                                 | 「利用された推理」                                                             |      | 菅野祐悟 （#6、#52は編曲） | 0:45 |
| 27.                                 | 「怪しい小五郎」                                                               |      | 菅野祐悟 （#6、#52は編曲） | 1:09 |
| 28.                                 | 「逃走劇 〜追い詰める悪党達〜」                                                |      | 菅野祐悟 （#6、#52は編曲） | 3:02 |
| 29.                                 | 「意外な容疑者」                                                               |      | 菅野祐悟 （#6、#52は編曲） | 0:50 |
| 30.                                 | 「巫女の証言」                                                                 |      | 菅野祐悟 （#6、#52は編曲） | 2:06 |
| 31.                                 | 「紅葉と伊織 〜明日はXデー〜」                                                 |      | 菅野祐悟 （#6、#52は編曲） | 0:58 |
| 32.                                 | 「荷物の中身」                                                                 |      | 菅野祐悟 （#6、#52は編曲） | 1:11 |
| 33.                                 | 「違和感とメッセージ」                                                         |      | 菅野祐悟 （#6、#52は編曲） | 1:03 |
| 34.                                 | 「和葉の記憶」                                                                 |      | 菅野祐悟 （#6、#52は編曲） | 1:08 |
| 35.                                 | 「代償と言伝」                                                                 |      | 菅野祐悟 （#6、#52は編曲） | 2:23 |
| 36.                                 | 「博士のクイズ 〜函館編〜」                                                    |      | 菅野祐悟 （#6、#52は編曲） | 0:38 |
| 37.                                 | 「交換条件」                                                                   |      | 菅野祐悟 （#6、#52は編曲） | 0:41 |
| 38.                                 | 「託された約束 / 非道な手段」                                                  |      | 菅野祐悟 （#6、#52は編曲） | 1:54 |
| 39.                                 | 「安堵と焦燥」                                                                 |      | 菅野祐悟 （#6、#52は編曲） | 0:50 |
| 40.                                 | 「意思の継承」                                                                 |      | 菅野祐悟 （#6、#52は編曲） | 0:57 |
| 41.                                 | 「消えた日記」                                                                 |      | 菅野祐悟 （#6、#52は編曲） | 1:05 |
| 42.                                 | 「卸問屋の回顧録」                                                             |      | 菅野祐悟 （#6、#52は編曲） | 0:57 |
| 43.                                 | 「それぞれの決意」                                                             |      | 菅野祐悟 （#6、#52は編曲） | 1:41 |
| 44.                                 | 「解けゆく隠し場所の謎」                                                       |      | 菅野祐悟 （#6、#52は編曲） | 3:24 |
| 45.                                 | 「いざ最終決戦へ」                                                             |      | 菅野祐悟 （#6、#52は編曲） | 0:35 |
| 46.                                 | 「決死の追跡」                                                                 |      | 菅野祐悟 （#6、#52は編曲） | 3:55 |
| 47.                                 | 「語られる真相と約束の行方」                                                   |      | 菅野祐悟 （#6、#52は編曲） | 2:21 |
| 48.                                 | 「平次、絶体絶命 〜空の千両役者たち〜」                                        |      | 菅野祐悟 （#6、#52は編曲） | 2:47 |
| 49.                                 | 「悲しき宝の正体」                                                             |      | 菅野祐悟 （#6、#52は編曲） | 1:44 |
| 50.                                 | 「2人だけのnight view」                                                        |      | 菅野祐悟 （#6、#52は編曲） | 1:31 |
| 51.                                 | 「エピローグ 〜This is destiny〜」                                             |      | 菅野祐悟 （#6、#52は編曲） | 2:10 |
| 52.                                 | 「キミがいれば (100万ドルの五稜星サントラヴァージョン) (Special Bonus Track)」 |      | 菅野祐悟 （#6、#52は編曲） | 3:12 |

## 興行収入
2024年4月12日に515館で公開され、公開初日に興行収入が9億6000万円、観客動員数が63万人を突破した。これはシリーズの最高興行収入となる138.8億円を記録した前作との対比で約112％の記録となる。
4月12日 - 14日の公開3日間で興行収入33億5249万4500円、観客動員数227万4333人を記録し、前作と対比で約106.5％の記録となった。12日は動員63万8119人、興収9億6278万5780円、13日は動員83万9126人、興収12億3981万8980円、14日は動員79万7088人、興収11億4988万9740円。
5月4日、公開から22日間で観客動員数732万人、興行収入105億円を突破した。興収100億円突破は前作より2日早く、シリーズ最速の記録となった。なお、シリーズアニメとして2作連続100億円突破は、邦画史上初である。また、女性が監督を務めた邦画としても史上初の100億円突破となった。
5月26日、公開から45日間で興行収入140億円を突破し、劇場版シリーズの歴代最高興行収入記録を更新した。
6月2日、公開から52日間で観客動員数が1006万人を突破し、劇場版シリーズ初の観客動員数1000万人超えとなった。
6月23日、公開から73日間で観客動員数1052万人、興行収入150.5億円を記録し、邦画史上10本目となる150億円突破の快挙を成し遂げた。興行収入150億円突破を記念し、原作者である青山剛昌による描き下ろしイラストが公開された。
最終的に、興行収入は158.0億円となった。
|                                           | 動員数 （万人） | 動員数 （万人） | 動員数 （万人） | 興行収入 （億円） | 興行収入 （億円） | 出典・備考                                                                                           |
| 週末                                      | 週末            | 累計            | 週末            | 累計              |                   | 出典・備考                                                                                           |
| ----------------------------------------- | --------------- | --------------- | --------------- | ----------------- | ----------------- | --- |
| 1週目の週末 （2024年4月12日・13日・14日） | 1位             | 227.4           | 227.4           | 33.5              | 33.5              | [ 25 ] [ 26 ] [ 35 ]                                                                                 |
| 2週目の週末 （4月19日・20日・21日）       | 1位             | 132.7           | 447.0           | 19.2              | 65.2              | [ 36 ] [ 37 ] [ 38 ]                                                                                 |
| 3週目の週末 （4月26日・27日・28日）       | 1位             | 94.0            |                 | 13.5              | 86.5              | 4月29日（祝日）まで累計興収92.9億円、動員644.9万人。 公開18日間で劇場版シリーズ累計動員数1億人突破。 |
| 4週目の週末 （5月3日・4日・5日）          | 1位             | 113.0           |                 | 16.3              | 116.2             | 5月6日（振替休日）まで累計興収120.99億円、動員845.3万人。 公開22日間で興行収入100億円突破。          |
| 5週目の週末 （5月10日・11日・12日）       | 1位             | 36.2            | 898.3           | 5.3               | 128.8             | [ 47 ] [ 48 ] [ 49 ]                                                                                 |
| 6週目の週末 （5月17日・18日・19日）       | 1位             | 27.8            | 943.0           | 4.1               | 135.3             | [ 50 ] [ 51 ] [ 52 ]                                                                                 |
| 7週目の週末 （5月24日・25日・26日）       | 3位             | 20.0            | 977.3           | 3.0               | 140.2             | 公開45日間で興行収入140億円突破、劇場版シリーズ歴代最高記録を更新。                                  |
| 8週目の週末 （5月31日・6月1日・2日）      | 3位             | 17.2            | 1006.4          | 2.3               | 144.1             | 公開52日間で観客動員数1000万人を突破。                                                               |
| 9週目の週末 （6月7日・8日・9日）          | 2位             | 11.9            | 1025.7          | 1.7               | 146.8             | [ 55 ] [ 56 ] [ 57 ]                                                                                 |
| 10週目の週末 （6月14日・15日・16日）      | 2位             | 9.2             | 1040.2          | 1.3               | 148.8             | [ 58 ] [ 59 ] [ 60 ]                                                                                 |
| 11週目の週末 （6月21日・22日・23日）      | 4位             | 8.2             | 1052.4          | 1.2               | 150.6             | 公開73日間で興行収入150億円突破。                                                                    |
| 12週目の週末 （6月28日・29日・30日）      | 7位             |                 | 1062.7          | 1.0               | 152.0             | [ 62 ] [ 63 ]                                                                                        |
| 13週目の週末 （7月5日・6日・7日）         | 6位             |                 | 1070.2          | 0.7               | 153.0             | [ 64 ] [ 65 ]                                                                                        |
| 14週目の週末 （7月12日・13日・14日）      | 5位             |                 |                 | 0.7               | 154.0             | 7月15日（祝日）まで累計興収154.3億円、動員1080.0万人。                                               |
| 15週目の週末 （7月19日・20日・21日）      | 圏外            |                 | 1083.7          |                   | 154.8             | [ 69 ]                                                                                               |
| 16週目の週末 （7月26日・27日・28日）      | 圏外            |                 | 1087.6          |                   | 155.4             | [ 70 ]                                                                                               |
| 17週目の週末 （8月2日・3日・4日）         | 圏外            |                 | 1090.5          |                   | 155.7             | [ 71 ]                                                                                               |
| 18週目の週末 （8月9日・10日・11日）       | 圏外            |                 | 1093.6          |                   | 156.2             | 累計動員・興収は8月12日（振替休日）までのもの。                                                      |
| 19週目の週末 （8月16日・17日・18日）      | 圏外            |                 | 1096.5          |                   | 156.6             | [ 73 ]                                                                                               |
| 20週目の週末 （8月23日・24日・25日）      | 圏外            |                 | 1098.4          |                   | 156.8             | [ 74 ]                                                                                               |
| 21週目の週末 （8月30日・31日・9月1日）    | 圏外            |                 | 1100.0          |                   | 157.0             | [ 75 ]                                                                                               |
| 22週目の週末 （9月6日・7日・8日）         | 圏外            |                 | 1100.7          |                   | 157.1             | [ 76 ]                                                                                               |
| 23週目の週末 （9月13日・14日・15日）      | 圏外            |                 |                 |                   | 157.1             | 累計興収は9月16日（祝日）までのもの。                                                                |
| 24週目の週末 （9月20日・21日・22日）      | 圏外            |                 |                 |                   | 157.1             | 累計興収は9月23日（振替休日）までのもの。                                                            |
| 25週目の週末 （9月27日・28日・29日）      | 圏外            |                 |                 |                   | 157.1             | [ 79 ]                                                                                               |
| 26週目の週末 （10月4日・5日・6日）        | 圏外            |                 |                 |                   | 157.1             | [ 80 ]                                                                                               |
| 最終                                      |                 |                 |                 | 158.0億円         | 158.0億円         | [ 2 ]                                                                                                |

## プロモーション

### 情報公開
2023年11月29日、『週刊少年サンデー』2024年1号および劇場版公式Xアカウントにてティザービジュアルとタイトルが解禁された。
11月30日、特報映像とストーリーが解禁された。
12月26日、1分予告と十文字ビジュアルが解禁された。
2024年1月24日、大泉洋がゲスト声優として北海道警捜査一課の川添善久刑事を演じることが発表された。
2月1日、メインビジュアルの解禁とともに、試写会ではなくファンミーティングを行うことが発表された。
2月15日、主題歌が『コナン』と初タッグとなるaikoの「相思相愛」に決定したことが発表され、主題歌入りの予告映像が公開された。
2月26日、新映像の公開とIMAX・MX4D・4DX・ドルビーシネマでの同時上映が決定した。通常版と合わせると、合計515館で上映予定となり、史上最大規模の公開館数となる。
4月7日、公開直前PVが公開された。

### コラボ企画
- ユニバーサル・スタジオ・ジャパンとのコラボ。「ユニバーサル・クールジャパン2024」が2024年3月1日から開催され、リアル脱出ゲーム「名探偵コナン・ザ・エスケープ 〜100万ドルの序幕(プロローグ)〜」が開催。
- 本作公開を記念して、「名探偵コナンカフェ」を東京・神奈川・愛知・大阪・宮城・北海道・福岡の7都市10会場で、2023年3月29日より順次期間限定オープン。本作をイメージした期間限定メニューや、カフェオリジナルグッズなどを展開。
- くら寿司とのコラボ。第1弾が4月5日、第2弾が19日、第3弾が5月10日から実施。
- 31アイスクリームとのコラボ。2024年4月1日から期間限定で開催された。「江戸川コナンのヨーグベリーアイス」、「快斗キッドのジュエルサンデー」などオリジナルコラボフレーバーが登場した。

### イベント
公開初日の4月12日0時（11日24時）より、全国10都道府県23劇場にて世界最速上映を実施する。
本作の公開を記念して、4月12日に『紺青の拳』が、4月19日に前作『黒鉄の魚影』が金曜ロードショーにて放送された。
4月27日、YouTubeアニメのブラックチャンネルにて本作とのコラボ動画が投稿された。
舞台となる函館市ではスタンプラリーやラッピング電車の運行などを実施。

## テレビ放映
| 回数 | 番組名           | 放送形態       | 放送日        | 放送時間      | 放送分数 | 平均世帯 視聴率 | 平均個人 視聴率 | 備考                                                           |
| ---- | ---------------- | -------------- | ------------- | ------------- | -------- | --------------- | --------------- | -------------------------------------------------------------- |
| 1    | 金曜ロードショー | 本編ノーカット | 2025年4月18日 | 21:00 - 23:19 | 139分    |                 |                 | 劇場版28作『隻眼の残像』の公開を記念した本編ノーカット初放送。 |

## 影響
本作の舞台となった函館市では、劇中に登場する観光施設の利用客が軒並み急増し、2024年度上期（4月 - 9月）の観光客数は、前年同期比10％増と過去10年で2番目の多さとなった。また、北海道新幹線や千歳線の利用増加による北海道旅客鉄道の鉄道運輸収入の増加や、函館空港の利用客増加についても本作の公開の影響があるとされている。

## 名探偵コナン vs. 怪盗キッド
『名探偵コナン vs. 怪盗キッド』（めいたんていコナン ヴァーサス かいとうキッド）は、2024年1月5日公開のテレビシリーズ特別編集映画。テレビシリーズ特別編集映画初となるテーマソングはWANDSの「大胆」である。キャッチコピーは「解いてやるよ、オレがお前の正体（トリック）を！」、「はじめまして、名探偵！ 君にオレの芸術（マジック）がわかるかな？」。

### キャスト
- 江戸川コナン - 高山みなみ
- 怪盗キッド/黒羽快斗 - 山口勝平
- 毛利小五郎 - 神谷明[注 14]
- 毛利蘭 - 山崎和佳奈
- 鈴木園子 - 松井菜桜子
- 阿笠博士 - 緒方賢一
- 中森銀三  - 石塚運昇[注 14]
- 目暮十三 - 茶風林
- 工藤新一 - 山口勝平
- 中森青子 - 高山みなみ[注 14]
- 小泉紅子 - 林原めぐみ
- 桃井恵子 - 岩居由希子
- 宝田太 - 青森伸
- 細川筋男 - 鈴木勝美
- 泉水陽一 - 室園丈裕
- 刑事A - 中村大樹
- 刑事B - 菅原淳一
- 刑事C - 山野井仁
- 刑事D - 小上裕通
- 中村 - 小西克幸
- 警官 - 長嶝高士
- 寺井黄之助[注 15] - 肝付兼太 / 秋元羊介
- 鈴木次郎吉 - 永井一郎
- 黒羽盗一 - 池田秀一
- 工藤優作 - 田中秀幸
- 工藤有希子 - 島本須美
- 刑事 - 千葉一伸
- 警官 - 中田雅之
- 隊員 - 野島健児
- アナウンサー - 目黒光祐
- 支配人 - 伊藤和晃
- 係員 - 水内清光、河相智哉、平井啓二
- ヘリパイロット - 向清太朗
- 警備員 - 木村卓寛
- 女 - まるたまり
- CMの女 - 清水香里

### スタッフ（総集編）
| 原作                 | 青山剛昌                                           |
| 脚本・構成           | 宮下隼一                                           |
| 音楽                 | 大野克夫                                           |
| ポストプロダクション | 東宝ポストプロダクションセンター                   |
| Special Thanks       | 劇場版「名探偵コナン 100万ドルの五稜星」製作委員会 |
| アニメーション制作   | トムス・エンタテインメント 7STUDIO                 |
| 製作委員会           | 「名探偵コナン vs. 怪盗キッド」製作委員会          |
| 配給                 | 東宝                                               |

### 興行成績
初日3日間の週末観客動員ランキングでは4位となり、祝日（成人の日）を含む4日間の興行成績は観客動員数が17万人、興行収入が2億3900万円に上った。
公開2週目の週末観客動員ランキングでは、成績は不明だが、9位にランクインした。
公開3週目の週末観客動員ランキングでは、成績は不明だが、10位にランクインした。